# Tectovalopsis diabolus
Tectovalopsis diabolus is een vlokreeftensoort uit de familie van de Alicellidae. De wetenschappelijke naam van de soort is voor het eerst geldig gepubliceerd in 1990 door Barnard & Ingram.